# كايل كوبر
كايل كوبر (بالإنجليزية: Kyle Cooper)‏ هو مصمم جرافيك أمريكي، ولد في 1962 في سالم في الولايات المتحدة.

## وصلات خارجية
- كايل كوبر على موقع IMDb (الإنجليزية)
- كايل كوبر على موقع قاعدة بيانات الفيلم (الإنجليزية)